# Irbid
Irbid (arabisch إربد, DMG Irbid), in der Antike Arabella genannt, ist mit über 739.000 Einwohnern (Volkszählung 2015) die zweitgrößte Stadt Jordaniens nach Amman.
Irbid liegt ca. 85 km nördlich von Amman im Gouvernement Irbid. Von den Orten Pella und Umm Qais ist es etwa gleich weit entfernt (ca. 20 km). Archäologische Funde und Grabanlagen in der Region belegen, dass Irbid seit der Bronzezeit besiedelt war.

## Geschichte
Im Jordanischen Bürgerkrieg wurden die Fedajin im März 1971 von der jordanische Armee aus Irbid vertrieben.

## Universitätsstadt
Heute ist Irbid zu einer Großstadt mit mehreren großen Universitäten, Colleges und Forschungsinstituten gewachsen, ist aber in vielen Straßenzügen der Innenstadt als eine nahöstliche Provinzstadt erkennbar. Die größten Universitäten sind die Yarmouk University und die Jordan University of Science and Technology (JUST). 70.000 Studenten studieren in der Stadt. Ihre Nachfrage hatte Einfluss auf das Entstehen von Internetcafés und Fastfood-Restaurants in den Uni-Vierteln.

## Tourismus

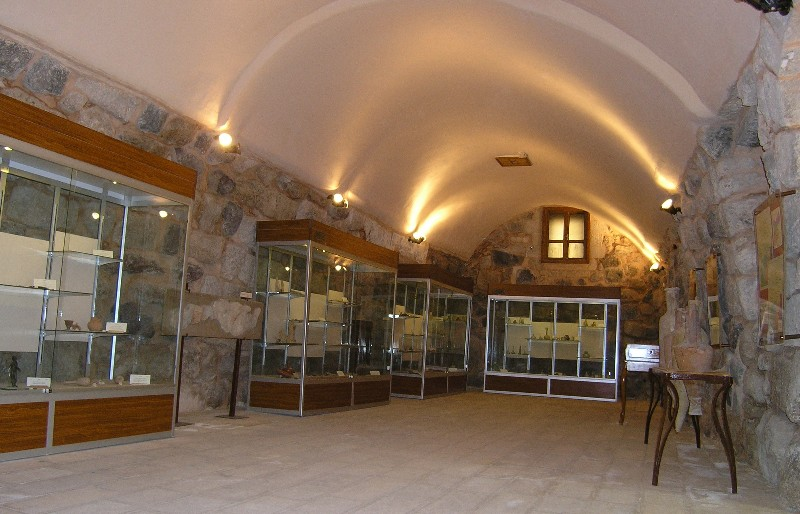
Archäologisches Museum in Irbid

Der Tourismus ist nicht sehr ausgeprägt. Irbid beherbergt sehenswerte Museen. In der Yarmouk University findet sich das Museum of Jordanian Heritage mit einem Überblick über die prähistorische und geschichtliche Entwicklung des Landes. Das neue Archäologische Museum wurde 2007 in einem renovierten osmanischen Haus in der Innenstadt (nahe Polizeistation, Tell Irbid) eröffnet. 
Irbid hat zahlreiche Hotels verschiedener Kategorien und bietet einen Ausgangspunkt für Ausflüge ins nördliche Jordantal oder nach Umm Qais (Gadara), Gerasa, Kufr Dscha'yiz, Huwarra, Abila, Pella, Adschlun (Qala'at er-Rabad), Umm al-Dschimal und nach Syrien.

## Wirtschaft
Der größte Teil der Wirtschaft der Stadt basiert auf dem Dienstleistungssektor, der direkt oder indirekt mit den Hochschuleinrichtungen in der Stadt in Verbindung steht. Ein Beispiel hierfür sind 26 Buchverlage in der Stadt. Die Anzahl der Internetcafés pro Einwohner ist weltweit am höchsten, was Irbid ins Guinness-Buch der Weltrekorde gebracht hat. Irbid wird als kulturelle Hauptstadt Jordaniens angesehen. In Irbid gibt es eine Qualifying Industrial Zone.

## Sport
Der in Irbid ansässige Verein Al-Hussein (Irbid) belegte im Jahr 2008 den vierten Platz in der jordanischen Fußball-Premier-League. Seine Heimspiele werden im Stadion der Prince Hasan Youth City ausgetragen. Der andere bedeutende Fußballclub in Irbid ist Al-Arabi. Gegründet im Jahr 1945, ist er einer der ältesten Sportvereine des Landes. Stand 2008 sind in Irbid 22 kulturelle und Sportvereine registriert. Irbid war Gastgeber der Panarabischen Spiele 1999.

## Klima
|                       | Jan   | Feb  | Mär  | Apr  | Mai  | Jun  | Jul  | Aug  | Sep  | Okt  | Nov  | Dez  |   |       |
| Mittl. Tagesmax. (°C) | 12,9  | 14,1 | 16,9 | 22,1 | 26,9 | 29,9 | 31,1 | 31,3 | 29,8 | 26,6 | 20,6 | 15,0 | ⌀ | 23,1  |
| Mittl. Tagesmin. (°C) | 4,9   | 5,4  | 7,3  | 10,6 | 14,1 | 17,4 | 19,2 | 19,6 | 18,2 | 15,1 | 10,0 | 6,4  | ⌀ | 12,4  |
|                       |       |      |      |      |      |      |      |      |      |      |      |      |   |       |
| Niederschlag (mm)     | 111,6 | 92,3 | 87,5 | 25,7 | 6,7  | 0,6  | 0,0  | 0,0  | 0,7  | 13,2 | 50,4 | 82,9 | Σ | 471,6 |
|                       |       |      |      |      |      |      |      |      |      |      |      |      |   |       |
| Regentage (d)         | 11,3  | 10,6 | 9,4  | 4,6  | 2,0  | 0,2  | 0,0  | 0,0  | 0,2  | 3,2  | 6,0  | 9,6  | Σ | 57,1  |

| 4,9 |

| 5,4 |

| 7,3 |

| 10,6 |

| 14,1 |

| 17,4 |

| 19,2 |

| 19,6 |

| 18,2 |

| 15,1 |

| 10,0 |

| 6,4 |

| 4,9 |

| 5,4 |

| 7,3 |

| 10,6 |

| 14,1 |

| 17,4 |

| 19,2 |

| 19,6 |

| 18,2 |

| 15,1 |

| 10,0 |

| 6,4 |

| N i e d e r s c h l a g | 111,6 | 92,3 | 87,5 | 25,7 | 6,7 | 0,6 | 0,0 | 0,0 | 0,7 | 13,2 | 50,4 | 82,9 |
|                         | Jan   | Feb  | Mär  | Apr  | Mai | Jun | Jul | Aug | Sep | Okt  | Nov  | Dez  |

## Persönlichkeiten
- Fadi Awad (* 1993), Fußballspieler
- Yasser Ayyash (* 1955), melkitischer Geistlicher, emeritierter Erzbischof von Petra
- Abd Al-Karim Gharaybeh (1923–2014), Historiker
- Maroun Lahham (* 1948), römisch-katholischer Geistlicher, emeritierter Erzbischof
- Adham Makhadmeh (* 1987), Fußballschiedsrichter
- Ali Chulqi asch-Scharayiri (1878–1960), Politiker
- Mohamad Shatnawi (* 1985), Fußballspieler
- Abdullah at-Tall († 1973), transjordanischer Offizier
- Wasfi at-Tall (1919–1971), jordanischer Premierminister[1]
- Georg Warda, assyrischer Hymnendichter des 13. Jahrhunderts